# Иван Аспарухов
Иван Аспарухов Цанов, известен с презимето си Аспарухов, е български политик и кмет на община Мездра.

## Биография
Шест мандата кмет на община Мездра: в периода 1999 - 2014 (4 мандата) и от 2019 до момента (2 мандата).
В периода 2014 - 2016 е заместник-министър на регионалното развитие с ресор регионална политика и планиране на регионите. Ръководи Съвета за регионална политика, който подпомага развитието на изостаналите български региони.
От 2004 г. до 2014 г. е член на Управителния Съвет на Национално сдружение на общините в Република България, а от 2019 е член на Общото събрание на НСОРБ. От 1 януари 2007 до 01.12.2014 г. е зам.делегат в Комитет на регионите – Брюксел, участник в комисиите CIVEX и COTER.